# La Promesse (film)
La Promesse is een Belgische dramafilm uit 1996 onder regie van Jean-Pierre en Luc Dardenne.

## Verhaal
Dit verhaal gaat over de 15-jarige Igor. Zijn vader is de baas van een netwerk van zwartwerkers en tevens een huisjesmelker in een voorstad van Luik. De meeste van die zwartwerkers zijn illegale migranten en ze zijn dus gemakkelijk te manipuleren en te misbruiken. Igor moet, of hij dat nu wil of niet, meehelpen met zijn vader om de zaak draaiende te houden. Igor vindt wel nog de tijd om in een garage te werken en met zijn vrienden een gocart te bouwen. Hij vindt het opknappen van zijn vaders vuile karweitjes de normaalste zaak van de wereld, totdat een van de migranten, Hamidou, van een stelling valt en sterft doordat vader Roger het vertikt om hem naar een ziekenhuis te brengen.
Net voor Hamidou sterft vraagt hij aan Igor om voor zijn vrouw Assita en zijn zoon te zorgen. Igor doet deze belofte en vandaar komt de titel van de film (La Promesse). Zijn vader vertelt Assita echter de waarheid over Hamidou niet en Igor vlucht samen met Assita na een ruzie met zijn vader. Door te vluchten heeft hij een belangrijke keuze gemaakt; hij heeft voor Assita gekozen en niet voor zijn criminele vader. Tijdens hun vlucht ontstaan er veel conflicten tussen Assita en Igor. Igor voelt zich enorm schuldig tegenover Assita, na lang aarzelen vertelt hij de waarheid aan Assita. Samen vluchten ze...

## Hoofdpersonages
| Acteur            | Personage | Rolbeschrijving |
| ----------------- | --------- | --- |
| Jérémie Renier    | Igor      | Een 15-jarige jongen en de zoon van Roger, een ploegbaas die illegale migranten tewerkstelt en uitbuit. Hij vindt alles doodnormaal totdat Hamidou sterft. |
| Olivier Gourmet   | Roger     | Een criminele ploegbaas die niet wegloopt van vuile karweitjes en de dood van een zwartwerker laat hem dan ook koud.                                       |
| Rasmané Ouédraogo | Hamidou   | Een zwartwerker die vroeg in het verhaal van een stelling valt en sterft. Hij laat Igor een belofte doen.                                                  |
| Assita Ouedraogo  | Assita    | De vrouw van Hamidou die niets afweet van diens dood. Samen met Igor rebelleert ze tegen Roger en vlucht ze weg.                                           |

## Thema's
De film draait rond een paar hedendaagse thema’s: racisme, vluchtelingen en jongeren. Deze thema’s zorgen ervoor dat de film heel erg realistisch is. Het speelt zich ook af in een voorstad van Luik waar er een heleboel sociaal-economische problemen heersen. De film is herkenbaar voor hedendaagse jongeren omdat hij handelt over het snel verdienen van geld en door het overvloedig consumeren van jongeren.